# Speno International SA
Speno International SA (Спено) — швейцарская корпорация, специализирующаяся на разработке и производстве путевых машин для текущего содержания и ремонта железнодорожных путей. Дочерние компании и предприятия расположены в Австралии, Италии и Японии.

## История
Корпорация основана в 1960 году. С 1965 года переименована в Speno International SA.
В 1980 году корпорация представила свою первую автомобильно-железнодорожную шлифовальную машину для городских железнодорожных путей (трамвай, метрополитен).
В 1982 году была разработана шлифовальная машина с управлением наклона шлифовального узла непосредственно из кабины.
В 1983 году была разработана шлифовальная машина для обслуживания стрелочных переводов.
В 1985 году был разработан дефектоскопная автомотриса обеспечивающая обработку данных в реальном времени.

## Продукция
По состоянию на 2010 год корпорация разрабатывает и производит следующие типы путевых машин:
- рельсошлифовальные поезда
- путеизмерительные автомотрисы
- дефектоскопные автомотрисы

По состоянию на 2010 год, начиная с момента образования корпорации, произведено 195 единиц техники и 160000 шлифовальных камней.

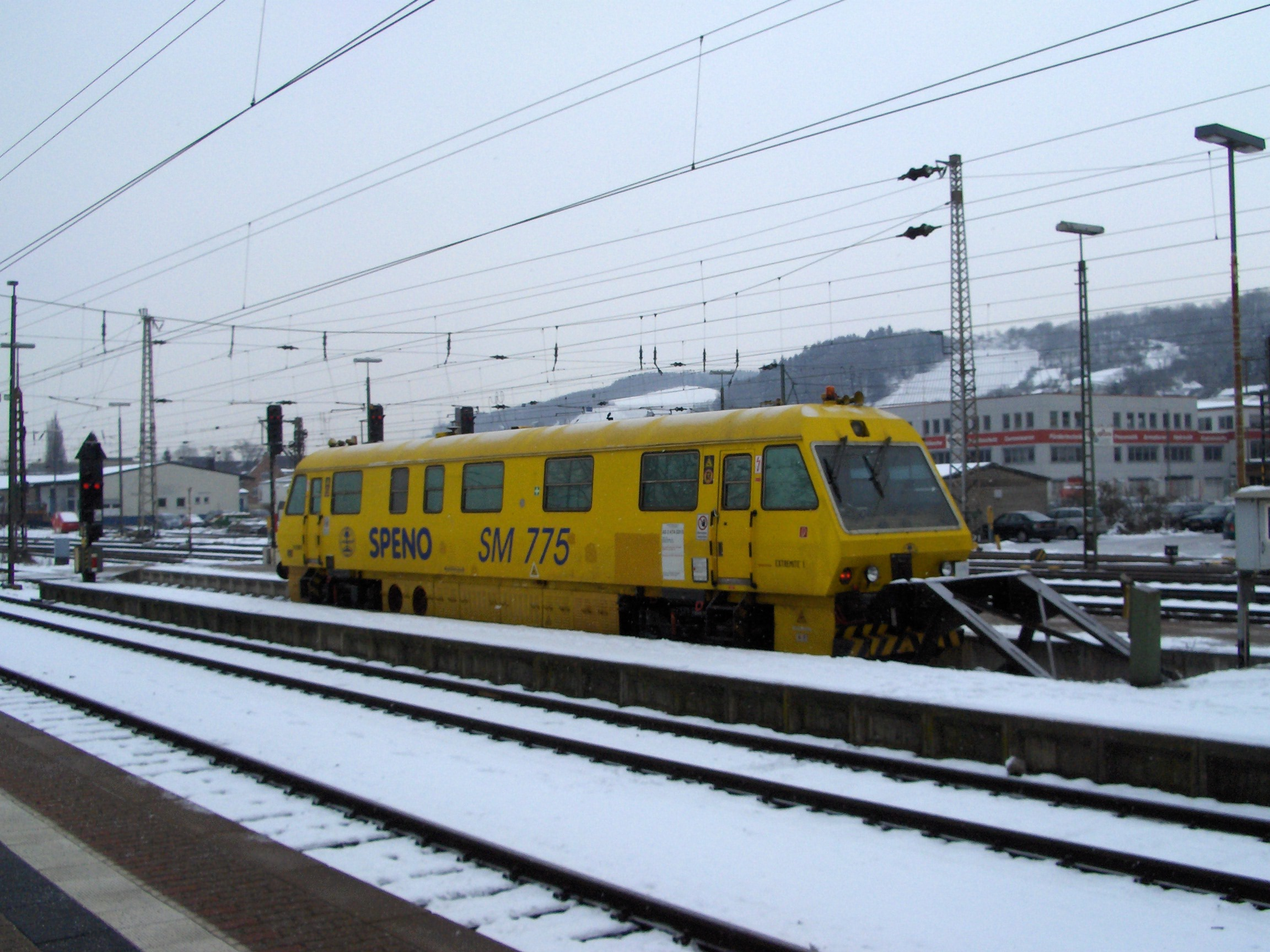
Путеизмеритель SM 775
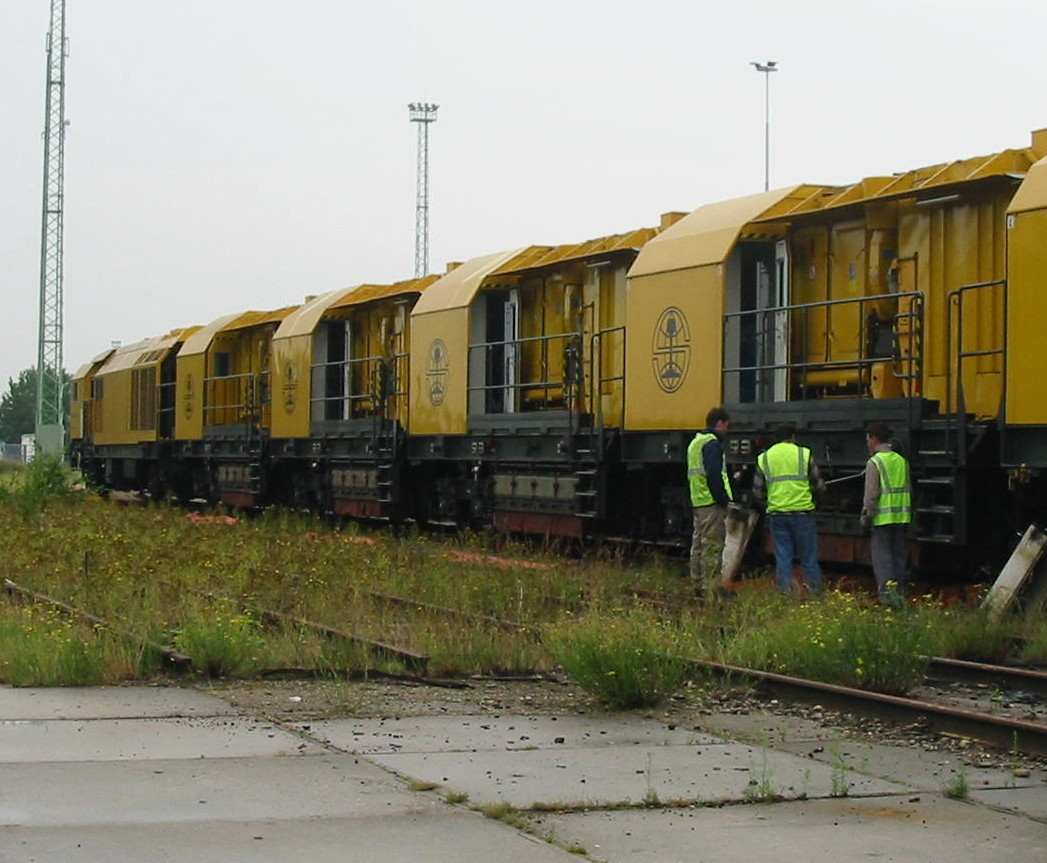
Рельсошлифовальный поезд RR 48